# حیات وحش عمان

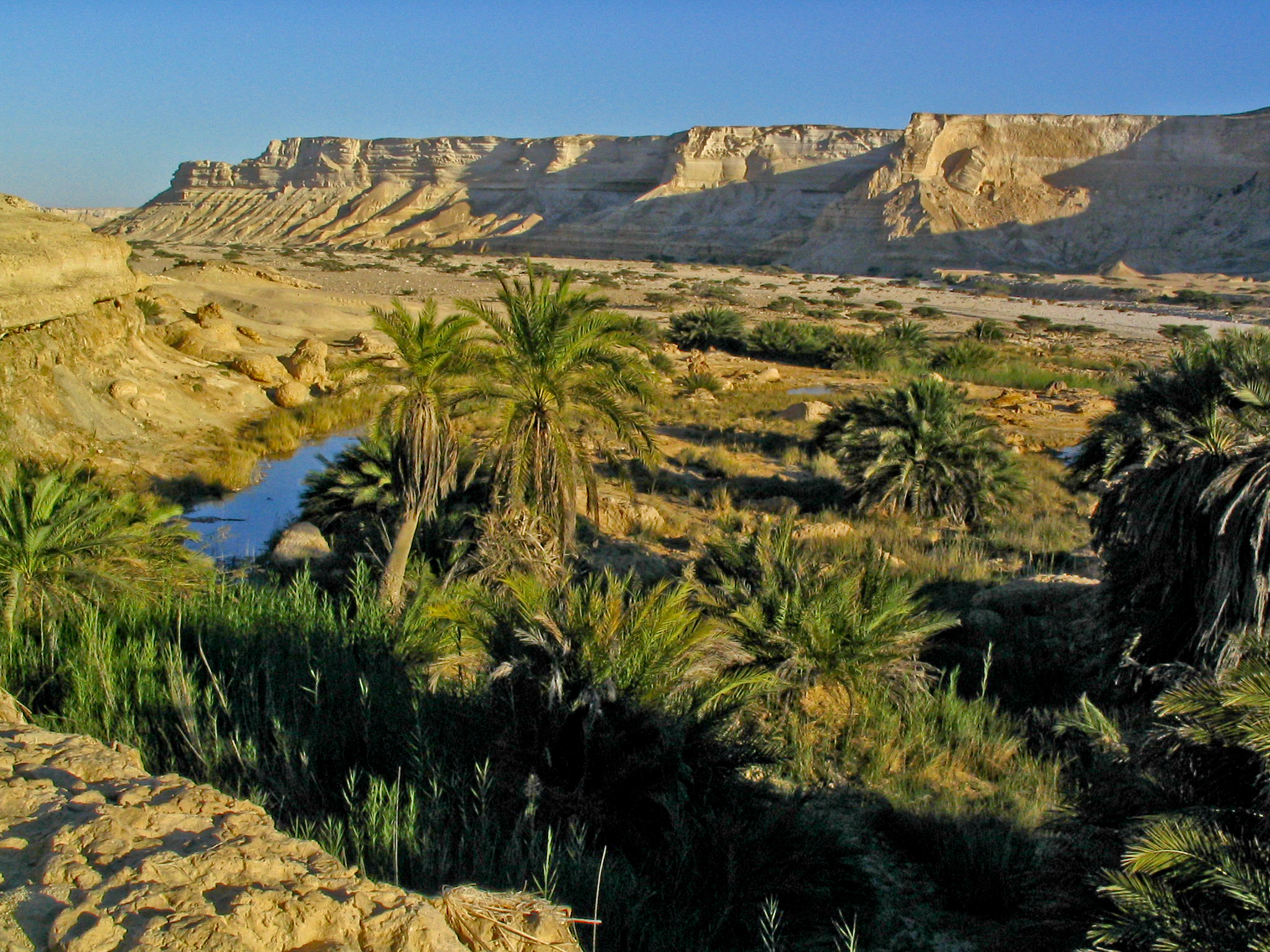
واحه‌ای در یک ناحیه بیابانی در عمان

حیات وحش عمان شامل گیاگان و زیاگان این کشور واقع در گوشه جنوب شرقی شبه‌جزیره عربستان با سواحلی از دریای عمان و دریای عرب است. آب و هوای عمان گرم و خشک است؛ بجز سواحل جنوب شرقی و این کشور زیستگاه‌های گوناگونی برای حیات وحش شامل کوه‌ها، دره‌ها، صحراها، دشت‌های ساحلی و سواحل دریایی را در خود جای داده است.

## زیاگان
یکی از آخرین جاهایی که پلنگ عربی به حیات خود ادامه می‌دهد، کوهستان ظفار در جنوب عمان و ذخیره‌گاه طبیعی کوه سمحان است که احداث شده تا این گربه‌های بزرگ شدیداً در معرض انقراض را مورد حافظت قرار دهد. دیگر گوشتخواران موجود در این ذخیره‌گاه شامل کفتار راه‌راه، شاه‌روباه و گربه وحشی عربی هستند.